# Barbus sylvaticus
Barbus sylvaticus is een  straalvinnige vissensoort uit de familie van eigenlijke karpers (Cyprinidae). De wetenschappelijke naam van de soort is voor het eerst geldig gepubliceerd in 1971 door Loiselle & Welcomme.
De soort staat op de Rode Lijst van de IUCN als Bedreigd, beoordelingsjaar 2006.